# Lista Time cu cele mai bune 100 de filme din toate timpurile
Lista Time cu cele mai bune 100 de filme din toate timpurile (Time's All-Time 100 Movies) este o compilație a revistei TIME care cuprinde și celebrează 100 de filme „cele mai bune” lansate între 3 martie 1923 (când a fost publicată prima ediție a TIME) și începutul anului 2005 (când lista a fost compilată). Lista a fost realizată de criticii Richard Schickel și Richard Corliss, și a generat o atenție deosebită, cu 7,8 milioane de cititori în prima sa săptămână.

## Lista
| Film                                   | Anul premierei   |
| -------------------------------------- | ---------------- |
| Aguirre: The Wrath of God              | 1972             |
| The Apu Trilogy                        | 1955, 1956, 1959 |
| The Awful Truth                        | 1937             |
| Baby Face                              | 1933             |
| Bande a part                           | 1964             |
| Barry Lyndon                           | 1975             |
| Berlin Alexanderplatz                  | 1980             |
| Blade Runner                           | 1982             |
| Bonnie and Clyde                       | 1967             |
| Brazil                                 | 1985             |
| Bride of Frankenstein                  | 1935             |
| Camille                                | 1936             |
| Casablanca                             | 1942             |
| Charade                                | 1963             |
| Children of Paradise                   | 1945             |
| Chinatown                              | 1974             |
| Chungking Express                      | 1994             |
| Citizen Kane                           | 1941             |
| City Lights                            | 1931             |
| City of God                            | 2002             |
| Closely Watched Trains                 | 1966             |
| The Crime of Monsieur Lange            | 1936             |
| The Crowd                              | 1928             |
| Day for Night                          | 1973             |
| The Decalogue                          | 1989             |
| Detour                                 | 1945             |
| The Discrete Charm of the Bourgeoisie  | 1972             |
| Dodsworth                              | 1936             |
| Double Indemnity                       | 1944             |
| Dr. Strangelove                        | 1964             |
| Drunken Master II                      | 1994             |
| E.T. The Extra Terrestrial             | 1982             |
| 8 1/2                                  | 1963             |
| The 400 Blows                          | 1959             |
| Farewell My Concubine                  | 1993             |
| Finding Nemo                           | 2003             |
| The Fly                                | 1986             |
| The Godfather și The Godfather Part II | 1972, 1974       |
| The Good, The Bad and The Ugly         | 1966             |
| Goodfellas                             | 1990             |
| A Hard Day's Night                     | 1964             |
| His Girl Friday                        | 1940             |
| Ikiru                                  | 1952             |
| In A Lonely Place                      | 1950             |
| Invasion of the Body Snatchers         | 1956             |
| It's a Gift                            | 1934             |
| It's a Wonderful Life                  | 1946             |
| Kandahar                               | 2001             |
| Kind Hearts and Coronets               | 1949             |
| King Kong                              | 1933             |
| The Lady Eve                           | 1941             |
| The Last Command                       | 1928             |
| Lawrence of Arabia                     | 1962             |
| Leolo                                  | 1992             |
| The Lord of the Rings film trilogy     | 2001–2003        |
| The Man With a Camera                  | 1929             |
| The Manchurian Candidate               | 1962             |
| Meet Me in St. Louis                   | 1944             |
| Metropolis                             | 1927             |
| Miller's Crossing                      | 1990             |
| Mon oncle d'Amerique                   | 1980             |
| Mouchette                              | 1967             |
| Nayagan                                | 1987             |
| Ninotchka                              | 1939             |
| Notorious                              | 1946             |
| Olympia, Parts 1 and 2                 | 1938             |
| On the Waterfront                      | 1954             |
| Once Upon a Time in the West           | 1968             |
| Out of the Past                        | 1947             |
| Persona                                | 1966             |
| Pinocchio                              | 1940             |
| Psycho                                 | 1960             |
| Pulp Fiction                           | 1994             |
| The Purple Rose of Cairo               | 1985             |
| Pyaasa                                 | 1957             |
| Raging Bull                            | 1980             |
| Schindler's List                       | 1993             |
| The Searchers                          | 1956             |
| Sherlock, Jr.                          | 1924             |
| The Shop Around the Corner             | 1940             |
| Singin' in the Rain                    | 1952             |
| The Singing Detective                  | 1986             |
| Smiles of a Summer Night               | 1955             |
| Some Like It Hot                       | 1959             |
| Star Wars                              | 1977             |
| A Streetcar Named Desire               | 1951             |
| Sunrise                                | 1927             |
| Sweet Smell of Success                 | 1957             |
| Swing Time                             | 1936             |
| Talk to Her                            | 2002             |
| Taxi Driver                            | 1976             |
| Tokyo Story                            | 1953             |
| A Touch of Zen                         | 1971             |
| Ugetsu                                 | 1953             |
| Ulysses' Gaze                          | 1995             |
| Umberto D                              | 1952             |
| Unforgiven                             | 1992             |
| White Heat                             | 1949             |
| Wings of Desire                        | 1987             |
| Yojimbo                                | 1961             |